# Persienne

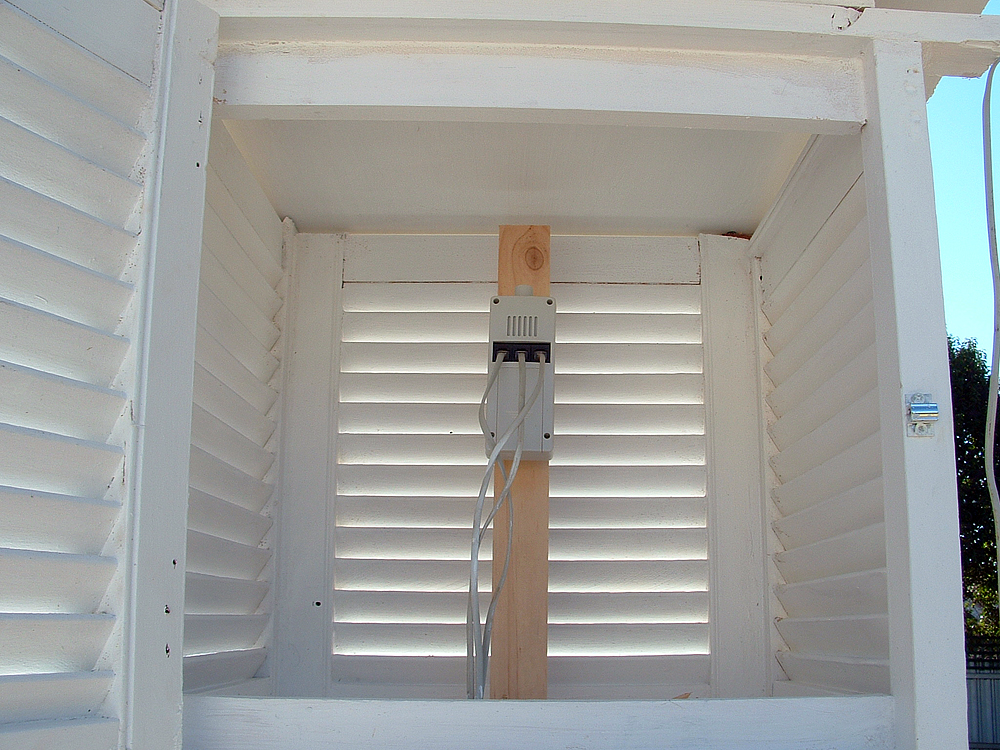
Een persienne van binnenuit

Een persienne, of ook wel zonneblind, is een soort luik of zonwering bestaande uit een venster met schuinstaande latten waartussen enige ruimte is open gelaten. De latten zijn zo geplaatst dat ze regen tegenhouden, maar nog wel lucht en daglicht doorlaten. In tegenstelling tot jaloezieën zijn deze latten niet beweegbaar. 

## Geschiedenis
De eerste persiennes werden in de middeleeuwen toegepast. Zij zaten boven in het dak om het kookgedeelte te kunnen ventileren. Zij werden vooral gemaakt uit restanten van vaten. Later werden ze ook van aardewerk gemaakt, waarbij ook speciale ontwerpen werden gemaakt. De persiennes werden in de 19e eeuw populair. Moderne persiennes worden vooral gemaakt van aluminium, metaal, hout of glas. De toepassingen zijn ook vergroot en ze worden vanwege de ventilatiefunctie tegenwoordig ook gebruikt bij energiecentrales en andere industriële activiteiten.